# Цигломенский округ
Цигломенский округ — один из девяти территориальных округов Архангельска.
Округ расположен в западной части Архангельска. В состав округа входят м/р Цигломень, Кирпичный завод и Зеленец. Округ располагается по левому берегу Никольского рукава Северной Двины, напротив Островного сельского поселения. К югу находится Заостровское сельское поселение. Администрация Исакогорского и Цигломенского округов находится в микрорайоне Исакогорка.
Территориальному Цигломенскому округу в рамках административно-территориального деления подчинён 1 сельский населённый пункт — посёлок Боры. По муниципальному делению посёлок Боры подчиняется Муниципальному образованию Городской округ город Архангельск.

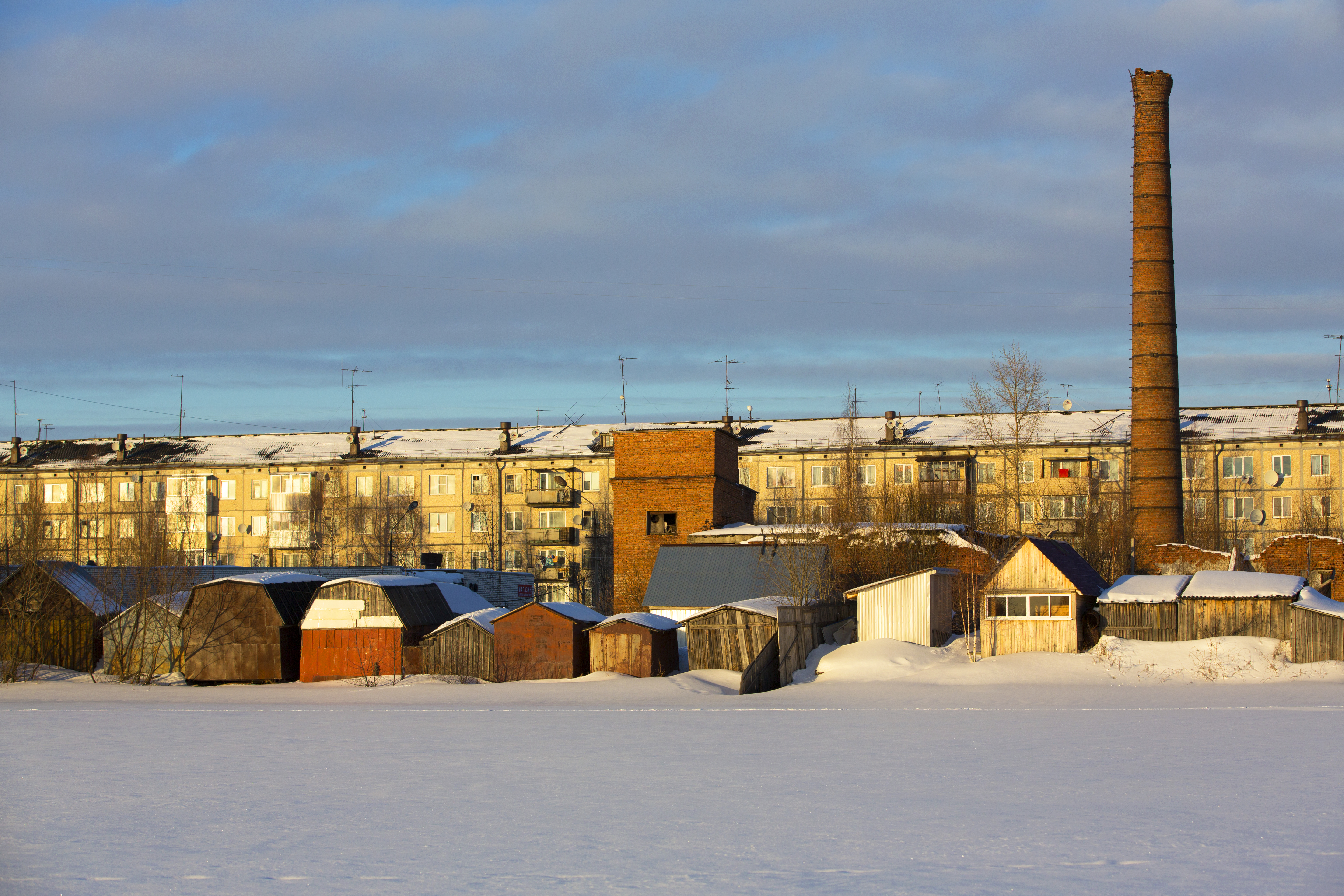
м/р Кирпичный завод

## Население
| 2002  | 2008    | 2010  | 2011  | 2012  | 2013  | 2014  |
| ----- | ------- | ----- | ----- | ----- | ----- | ----- |
| 9738  | ↗10 070 | ↘9270 | ↘9127 | ↗9295 | ↘9288 | ↘9245 |
| 2015  | 2016    | 2021  |       |       |       |       |
| ↘9196 | ↘9193   | ↘7936 |       |       |       |       |

## История
В 1932 году в Архангельске был образован Цигломенский район. В 1933 году Цигломенский район был переименован в Пролетарский, упразднённый в 1952 году.
В 1991 году, в соответствии с постановлением мэра г. Архангельска от 13 ноября 1991 года № 2 и решением Архангельского городского Совета депутатов от 15 ноября 1991 года № 88 «Об образовании территориальных городских округов», была произведена реорганизация структуры органов управления города, в результате которой ликвидировано деление на районы и образованы 9 территориальных округов, в том числе Цигломенский.

## Инфраструктура
На территории округа находятся: школы № 73, 69, Детский сад 123 «АБВГДЕйка», Цигломенский специальный (коррекционный) детский дом, Санаторная школа-интернат № 2, Цигломенский участок ЗАО «Лесозавод 25», отделение милиции, пожарная часть, Архангельская Городская больница № 12, взрослая и детская поликлиники № 12, Почтовое отделение № 44, Филиал Сбербанка, ЖКХ, Культурный центр «Цигломень», Библиотека № 16, Детская музыкальная школа № 53, Спортивный стадион.